# Benito Villamarín Stadion
A Benito Villamarín Stadion spanyol labdarúgó stadion Sevilla városában van. 1929-ben épült, azóta háromszor, 1982-ben, 2000-ben és 2016-17-ben került sor felújításra. A stadion tulajdonosa és használója a Real Betis, mely az élvonalban szerepel. A létesítmény maximális befogadóképessége 60 720 fő. A lelátók nyitottak, csak a régi, nyugati oldal fedett, világítás van.

## Fordítás
- Ez a szócikk részben vagy egészben  az   Estadio Benito Villamarín című angol Wikipédia-szócikk fordításán alapul.  Az eredeti cikk szerkesztőit annak laptörténete sorolja fel. Ez a jelzés csupán a megfogalmazás eredetét és a szerzői jogokat jelzi, nem szolgál a cikkben szereplő információk forrásmegjelöléseként.